# Euphorbia raphilippii
Euphorbia raphilippii là một loài thực vật có hoa trong họ Đại kích. Loài này được Oudejans mô tả khoa học đầu tiên năm 1989.